# Social Credit Party of Great Britain and Northern Ireland
Die Social Credit Party of Great Britain and Northern Ireland war eine politische Partei im Vereinigten Königreich. Sie entstand aus Kibbo Kift, die 1920 als Alternative zur britischen Pfadfinderbewegung gegründet worden war.
Kibbo Kift wurde von John Hargrave geleitet, der die Bewegung schrittweise in eine paramilitärische Organisation umformte, die den Social Credit nach Clifford Hugh Douglas propagierte. Da ihre Angehörigen grüne Uniform-Hemden trugen, wurde sie 1932 als Green Shirt Movement for Social Credit bekannt. 1935 folgte die endgültige Umbenennung in Social Credit Party of Great Britain and Northern Ireland.
Mit der Partei verknüpft wurden mehrere Vorfälle, bei denen grün angestrichene Ziegelsteine durch Fenster geworfen wurden. Einer dieser Angriffe richtete sich gegen Downing Street 11, den Sitz des britischen Schatzkanzlers.
Die Partei nahm zweimal erfolglos an den Wahlen zum Unterhaus teil. Dennoch wurden Hargrave 1936 kurzzeitig Wirtschaftsberater der Regierung von Alberta, wo die Social Credit Party of Alberta regierte.
Mit dem 1937 erlassenen Uniformverbot in Großbritannien begann der Abstieg der Partei. Während des Zweiten Weltkriegs stellte sie ihre Aktivitäten ein. Nach dem Krieg scheiterten Versuche eines Wiederaufbaus, die mit einer Kampagne gegen die Brot-Rationierung verknüpft wurden. Die Partei löste sich 1951 auf.
1965 wurde von C. J. Hunt, einem ehemaligen Mitglied von Hargraves Partei, erneut eine Social Credit Party gegründet. Auch sie hatte nur geringen Erfolg und löste sich 1978 auf.